# Reixa

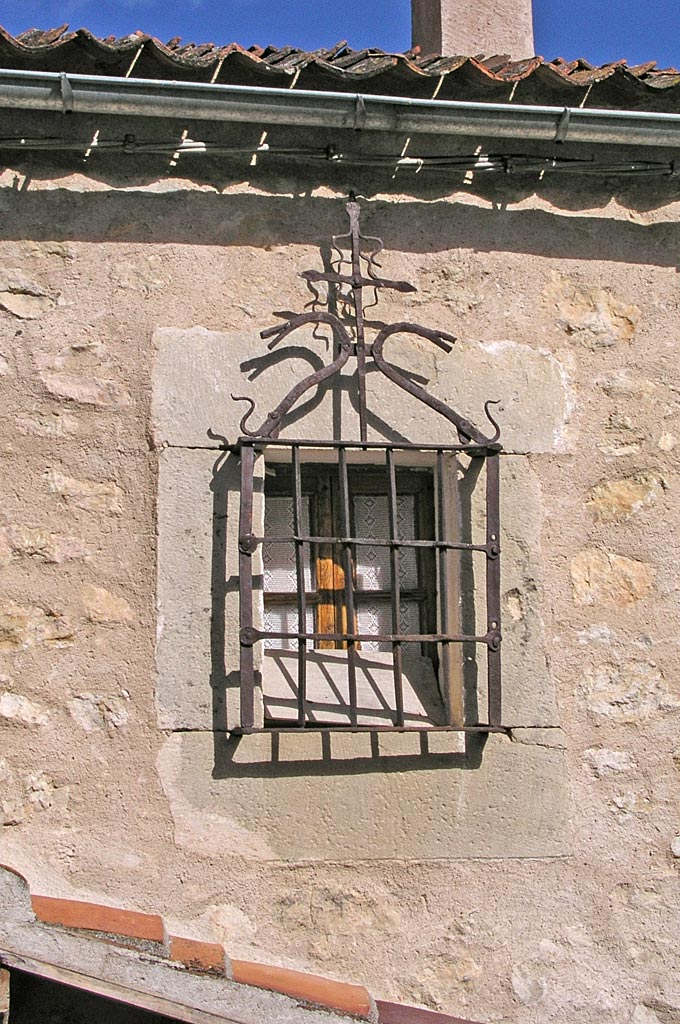

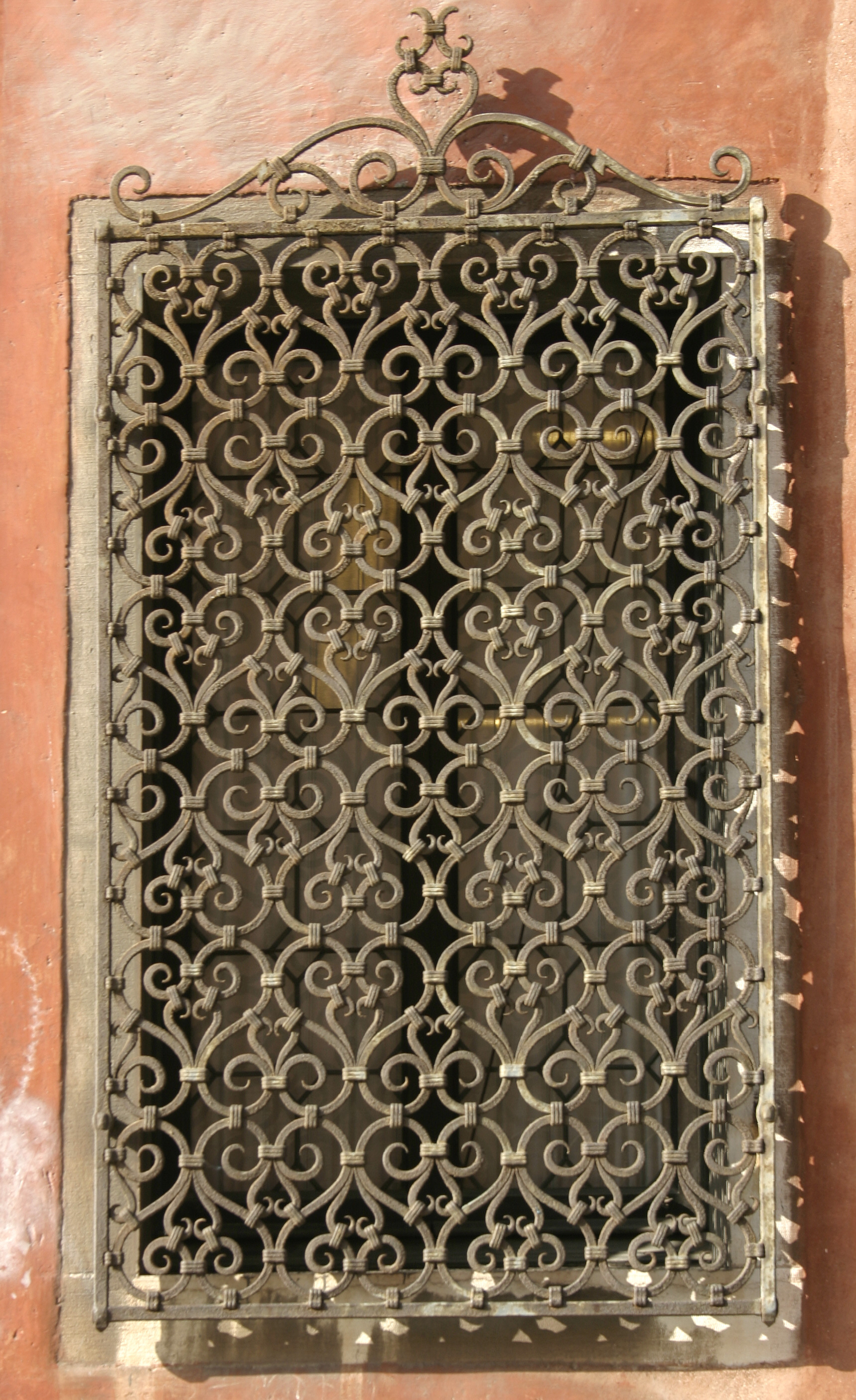
Reixa a una finestra de la façana posterior del Palazzo Correr Contarini Zorzi, Venècia

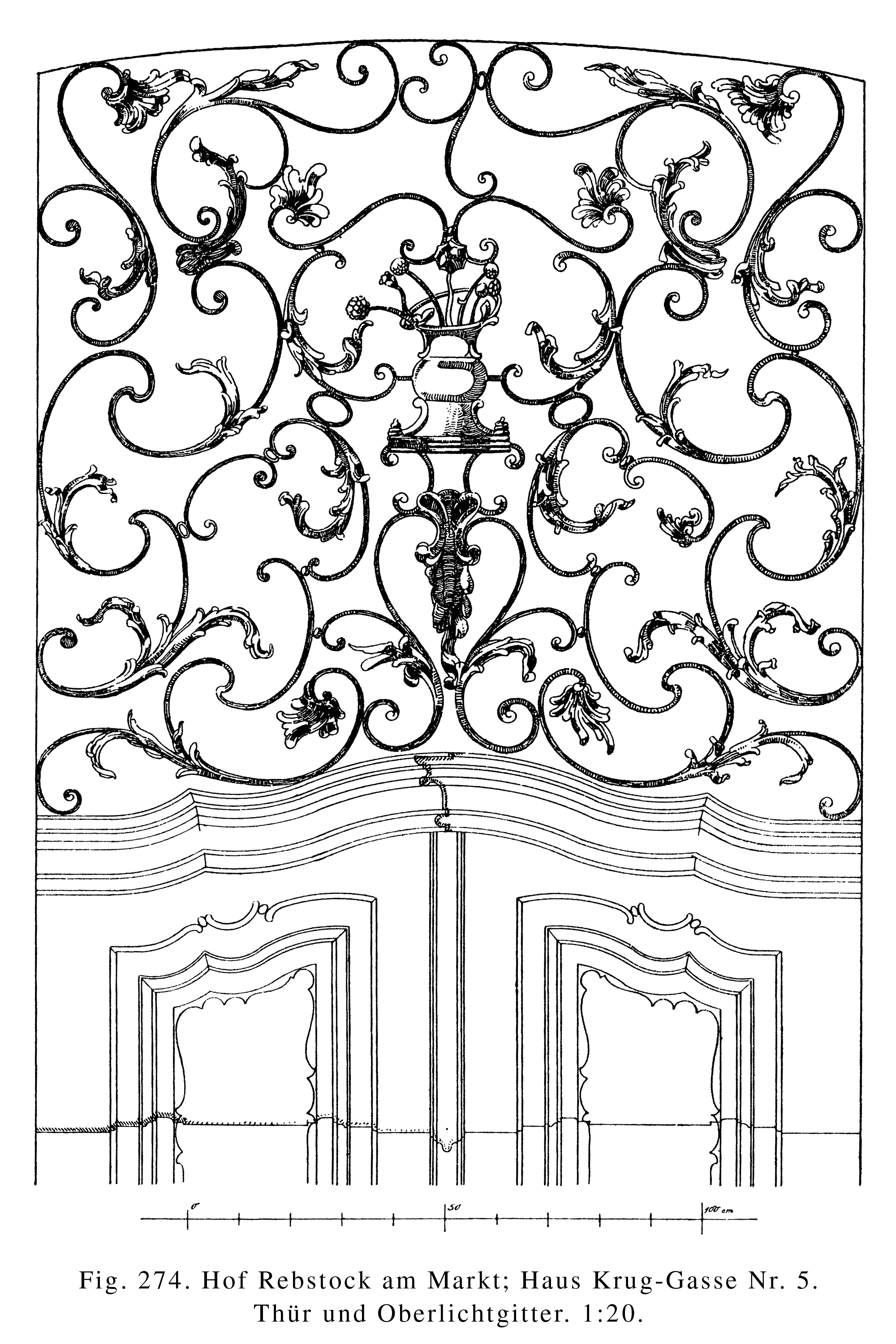

Una  reixa és una estructura generalment metàl·lica que protegeix finestres, portes i altres buits d'un edifici contra la intrusió. Al mateix temps dificulta l'evacuació en cas (generalment menys probable) d'emergència.
Es poden classificar segons diversos criteris. El més freqüent és distingir les que són fixes (adossades o embotides en una finestra o porta) de les desmuntables, com per exemple les reixes de ballesta, que es pleguen i s'abaten. En general les més segures són les reixes fixes embotides, seguides de les adossades i finalment les desmuntables, que tenen perfils més lleugers i en bastants ocasions deixen els mitjans de fixació accessibles.
Però el criteri estètic actual és el contrari: des de l'interior de l'edifici s'aprecia no veure les reixes. Segueixen les reixes fixes adossades a una finestra (o porta), per ser més fàcils de decorar.
Un altre criteri que es pot considerar és el material amb què estan fabricades: l'acer és el material habitual; l'alumini és interessant en llocs en què l'oxidació és un problema, en zones agrícoles en què no es busca impedir l'accés, sinó només dissuadir, hi ha reixes de fusta o canyes.
Des d'un punt de vista històric-artístic es poden qualificar segons estils, el que excedeix el propòsit d'aquesta entrada. Però sí que és interessant observar com, conforme ens allunyem en el temps (i l'ofici del ferrer era més valorat) les tècniques de construcció divergeixen